# Аарон, Дуду
Дуду Аарон (Дуду Ахарон, ивр. דודו אהרון‎; род. 23 декабря 1984, Кирьят-Экрон, Израиль) — израильский музыкант, композитор и певец.
Аарон считается одним из самых популярных певцов в Израиле в жанре музыки мизрахит первого десятилетия XXI века. Известен как исполнитель и автор песен для других певцов в средиземноморском музыкальном жанре. В 2010 году получил звание «певца года» радиостанции «Решет Гимел», а его песня «Скажите ей» (ивр. תגידו לה‎) (композитор — Авшалом Гилель) стала песней года по версии «Аруц 24». В 2012 году Аарон получил премию ACUM как «Композитор года».

## Биография
Давид (Дуду) Аарон имеет йеменско-еврейское происхождение, родился в городе Кирьят-Экрон. Начал музыкальную карьеру в детстве, занимался пением в синагоге «Хар-Йосеф» в Кирьят-Экроне. Позже Аарон начал выступать в различных клубах. Во время своей альтернативной военной службы он служил в пограничной полиции Израиля и в свободное время стал выступать в клубе Red 6. В 2007 году после окончания службы выпустил свой первый сингл, который стал хитом радиопрограмм музыки мизрахит.
Впоследствии Аарон выпустил ещё несколько синглов и стал больше выступать в клубах и на мероприятиях. В 2007 году выпустил дебютный альбом «Первая любовь». Затем он выпустил ещё пять альбомов и множество синглов, став одним из самых популярных певцов Израиля стиля мизрахит.